# Václav Křížek (fotbalista)
Václav Křížek (14. dubna 1903 – po roce 1969 ve Francii) byl český meziválečný fotbalista, záložník. Po skončení aktivní kariéry působil jako trenér.

## Fotbalová kariéra
V československé lize hrál v letech 1925-1926 za SK Libeň, SK Viktoria Žižkov a SK Slavia Praha. Nastoupil v 79 ligových utkáních a dal 8 gólů.

## Ligová bilance
| Ročník                        | Zápasy | Góly | Klub               |
| ----------------------------- | ------ | ---- | ------------------ |
| Asociační liga 1925           | 7      | 4    | SK Libeň           |
| Středočeská 1. liga 1925/1926 | 20     | 3    | SK Libeň           |
| Středočeská 1. liga 1927/1928 | 6      | 0    | SK Viktoria Žižkov |
| Středočeská 1. liga 1928/1929 | 9      | 0    | SK Viktoria Žižkov |
| 1. asociační liga 1929/1930   | 11     | 0    | SK Viktoria Žižkov |
| 1. asociační liga 1930/1931   | 7      | 1    | SK Viktoria Žižkov |
| 1. asociační liga 1931/1932   | 6      | 0    | SK Slavia Praha    |
| 1. asociační liga 1932/1933   | 13     | 0    | SK Libeň           |
| CELKEM                        | 79     | 8    |                    |